# Vũ Kỳ
Vũ Kỳ (1921-2005), Thư ký riêng của Chủ tịch Hồ Chí Minh; nguyên Đại biểu Quốc hội nước Cộng hòa Xã hội Chủ nghĩa Việt Nam; nguyên giám đốc Bảo tàng Hồ Chí Minh.

## Tiểu sử
Vũ Kỳ tên thật là Vũ Long Chuẩn, ông sinh ngày 26 tháng 9 năm 1921; Quê quán: xã Nguyễn Trãi (Mễ Sơn cũ), huyện Thường Tín, thành phố Hà Nội.
- Năm 1952, Ủy viên Ban Chấp hành Đảng bộ Hà Nội.
- Từ ngày 28 tháng 8 năm 1945, Thư ký riêng của Chủ tịch Hồ Chí Minh.
- Từ năm 1953, Đoàn trưởng đoàn Thanh niên xung phong Trung ương.
- Từ tháng 4 năm 1956, Chánh Văn phòng Chủ tịch nước Việt Nam Dân chủ Cộng hòa kiêm Thư ký của Chủ tịch Hồ Chí Minh.
- Năm 1970, Ủy viên Ban Chỉ đạo xây dựng Lăng Chủ tịch Hồ Chí Minh, Ủy viên Ban Phụ trách xây dựng Bảo tàng Hồ Chí Minh.
- Năm 1977 Phó Viện trưởng Viện Bảo tàng Hồ Chí Minh.
- Từ năm 1987 đến năm 1990, Giám đốc Bảo tàng Hồ Chí Minh, Đại biểu Quốc hội nước Cộng hòa Xã hội Chủ nghĩa Việt Nam khóa VIII (1987-1992).
- Ngày 19 tháng 5 năm 1990, khi công trình được cắt băng khánh thành buổi sáng thì buổi chiều đồng chí Vũ Kỳ viết đơn xin thôi vai trò lãnh đạo, tự nguyện từ chức Giám đốc Bảo tàng Hồ Chí Minh để dành thời gian nghiên cứu về thân thế và sự nghiệp của Hồ Chí Minh.
- Ngày 16 tháng 4 năm 2005 (tức ngày 8-3 Ất Dậu), hồi 3 giờ 45 phút,ông từ trần tại Bệnh viện Hữu Nghị; hưởng thọ 84 tuổi. An táng tại Nghĩa trang Mai Dịch, Hà Nội.[1]

## Sự kiện
- Vũ Kỳ vốn là học sinh trường Bưởi.
- Ngày 28 tháng 8 năm 1945, Vũ Kỳ được Trần Đăng Ninh dẫn đến ngôi nhà 48 Hàng Ngang - Hà Nội để nhận nhiệm vụ giúp việc Chủ tịch Hồ Chí Minh, và từ đó trở thành Thư ký thân cận cho đến khi Chủ tịch Hồ Chí Minh qua đời vào ngày 2 tháng 9 năm 1969.
- Ông là người đã chứng kiến Chủ tịch Hồ Chí Minh viết Di chúc và được tin cẩn giao cho giữ di chúc này từ năm 1965 cho tới năm 1969.

## Phong tặng
- Huân chương Hồ Chí Minh;
- Huân chương Kháng chiến hạng Nhất;

Vũ Kỳ và Hồ Chí Minh
tháng 9 năm 1960

- Huân chương Kháng chiến chống Mỹ hạng Nhất;
- Huân chương Kháng chiến hạng Nhì;
- Huân chương Chiến thắng hạng Nhì;
- Bằng khen của Chủ tịch nước Cộng hoà Xã hội chủ nghĩa Việt Nam Tôn Đức Thắng;
- Huy hiệu 60 năm tuổi Đảng Cộng sản Việt Nam.